# Molophilus gracilipes
Molophilus gracilipes är en tvåvingeart som beskrevs av Alexander 1959. Molophilus gracilipes ingår i släktet Molophilus och familjen småharkrankar. Inga underarter finns listade i Catalogue of Life.